# Xã Mountain, Quận Saline, Illinois
Xã Mountain (tiếng Anh: Mountain Township) là một xã thuộc quận Saline, tiểu bang Illinois, Hoa Kỳ. Năm 2010, dân số của xã này là 357 người.